# Weenermoor
Weenermoor is een dorp in het Duitse deel van het Reiderland. Bestuurlijk is het onderdeel van de gemeente Weener.
- Virtual International Authority File: 248712668